# Jリーグ合同トライアウト
Jリーグ合同トライアウト（ジェイリーグごうどうトライアウト）または、日本プロサッカー選手会トライアウト (JPFAトライアウト）は、日本プロサッカー選手会と日本プロサッカーリーグが合同で運営する、自由契約選手を対象としたトライアウトである。

## 概要
例年12月と1月に開催されている《年度により12月のみ開催のケース有》。これは、Jリーグの各クラブが所属選手に対して11月末を期限に契約更新の有無を通告し、翌年1月末ないし2月に新シーズンが始まるという日程が組まれていることによる。
対象となるのは同年のシーズン終了時にJリーグなどの所属クラブから来期の契約を結ばない旨通告された選手だが、これ以外でもトライアウトの前年以前に契約満了となった選手（つまり参加時には「無所属」の選手）もいる。2019年には、国外（香港）から2選手が参加した例がある。
クラブ側からは、各クラブのスカウト、若しくは監督、ゼネラルマネージャーが参加して選手の評価を行う。スカウトを派遣するクラブはJリーグのクラブに限らず、日本フットボールリーグ（JFL）、もしくはそれ以下のカテゴリのクラブがスカウトを派遣する場合もある。
トライアウトは試合形式で行われる。2016年の場合はウォーミングアップを兼ねた7人vs7人のミニゲームを行った後、30分フルタイムの紅白戦2試合のスケジュールを初日・2日目の午前と午後でそれぞれ実施している。

## 歴史
- 2002年 - 12月12日に国立霞ヶ丘競技場陸上競技場で合同トライアウトを初実施。次いで翌2003年1月9日に2回目の合同トライアウトを同競技場で実施。参加選手は初回約80名、2回目は約60名だった[4]。
- 2003年 - 12月9日にアミノバイタルフィールドで、次いで翌2004年1月8日に同じくアミノバイタルフィールドで実施された。
- 2004年 - 12月16日に日立柏サッカー場で、次いで翌2005年1月11日にアミノバイタル・フィールドで実施された。
- 2005年 - 初めて、関西と関東で分割して開催。1回目として12月13日に長居陸上競技場で、次いで2回目として翌2006年1月10日にフクダ電子アリーナで実施。
- 2011年シーズンからは経費削減などの一環でこれまでの「2回実施」を「1回実施」に切り替え、この年はフクダ電子アリーナ・フクダ電子スクエアで行った。
- 2014年 - J2・J3がJ1よりも早く日程が終了することから[7]、12月3日にJ2・J3所属選手を中心として[8]、また12月16日にJ1所属選手を中心として2回実施された[9]。
- 2015年 - 12月8日・9日の2日間、合わせて90名の選手が参加し、フクダ電子アリーナで実施[3]。
- 2016年 - 12月8日・9日の2日間、合わせて104名（初日28名+27名、2日目23名+26名）の選手が参加し、フクダ電子アリーナで実施[5]。
- 2017年 - 12月6日・7日の2日間、合わせて107名の選手が参加した。名古屋市のパロマ瑞穂スタジアムにて実施[10]。
- 2018年 - 12月12日・13日の2日間、フクダ電子アリーナで実施[11]。
- 2019年 - 12月16日・17日の2日間、フクダ電子アリーナで実施[12]。
- 2020年 - 12月25日・26日の2日間、JFA夢フィールドで実施[13]。
- 2021年 - 12月9日・10日の2日間、フクダ電子アリーナで実施[14]。
- 2022年 - 11月28日・29日の2日間、カンセキスタジアムとちぎで実施[15]。
- 2023年 - 12月12日・13日の2日間、栃木県内で実施[16]。
- 2024年 - 12月11日・12日の2日間、栃木県内で実施[17]。